# じれったい愛
『じれったい愛』（じれったいあい）は、T-BOLANの5枚目のシングル。

## 制作
「うざったい」（うざい）という言葉を全国に浸透させたきっかけとして言及されることがある。歌詞冒頭に登場する「うざったい」は元々多摩地域で「不快」の意味で使われていた方言（多摩弁）であった。「じれったい愛」の作詞をした森友は広島県出身だったが、東海大学時代は多摩地域近辺に住んでいた。ただ、森友自身は「別にさ、広島ではみんな使っているよ」「まあ、歌詞にしたのは初めてかもしれない」と話している。

## 記録
T-BOLANにとっては初のオリコンシングルチャート・ベスト10入りとなった。

## 収録曲
| 全作詞: 森友嵐士、全編曲: T-BOLAN・明石昌夫。 |                    |           |          |      |
| #                                             | タイトル           | 作詞      | 作曲     | 時間 |
| 1.                                            | 「じれったい愛」   | 森友嵐士  | 森友嵐士 | 3:55 |
| 2.                                            | 「Words and Mind」 | 森友嵐士  | 五味孝氏 | 4:48 |
| 合計時間:                                     | 合計時間:          | 合計時間: | 8:43     |      |

## ゲストコーラス
- 生沢佑一
- 大黒摩季

## タイアップ
- ロッテ「エクストリアチョコレート」CFイメージソング[2]（#1）

## じれったい愛 '98
「じれったい愛 '98」（じれったいあい '98）は、T-BOLANの16枚目のシングル。T-BOLAN名義としては、最後のシングルである。

### 制作、音楽性
既存の「じれったい愛」「Bye For Now」が、徳永暁人の手によってリミックスされたもの。リリース前の仮タイトルは「じれったい愛（REARRENGED VERSION）」。曲の最後の方で、森友の「HA!」という声が挿入されている。
表題曲の「じれったい愛 '98」は、テレビ朝日系『トゥナイト2』エンディングテーマに使用された。

### 収録曲
| 全作詞・作曲: 森友嵐士、全編曲: 徳永暁人。 |                      |          |            |      |
| #                                          | タイトル             | 作詞     | 作曲・編曲 | 時間 |
| 1.                                         | 「じれったい愛 '98」 | 森友嵐士 | 森友嵐士   | 3:35 |
| 2.                                         | 「Bye For Now '98」  | 森友嵐士 | 森友嵐士   | 4:45 |
| 合計時間:                                  | 合計時間:            | 8:20     |            |      |

## 楽曲の収録アルバム
- じれったい愛
SO BAD (#1)
SINGLES (#1)
complete of T-BOLAN at the BEING studio (#1)
BEST OF BEST 1000 T-BOLAN (#1)
T-BOLAN BEST HITS (#1)
LEGENDS (#1)
T-BOLAN COMPLETE SINGLES 〜SATISFY〜 (#1)
- Words and Mind
ADDITIONAL DISC (#2)
- じれったい愛 '98
1999 REMIXES (#1)
- Bye For Now '98
1999 REMIXES (#2)